# Beleza Pura
Beleza Pura é uma telenovela brasileira produzida e exibida pela TV Globo de 18 de fevereiro a 12 de setembro de 2008, em 179 capítulos. Substituiu Sete Pecados e foi substituída por Três Irmãs, foi a 73ª "novela das sete" exibida pela emissora. 
Teve autoria de Andréa Maltarolli, com supervisão de texto de Silvio de Abreu, teve a colaboração de Daisy Chaves, Emanuel Jacobina, Flávia Bessone, João Brandão e Ricardo Hofstetter. A direção foi de Marcelo Travesso, André Felipe Binder, Luciana Oliveira e Rogério Gomes (também diretor geral).
Contou com Edson Celulari, Regiane Alves, Christiane Torloni, Humberto Martins, Reginaldo Faria, Marcelo Faria, Isis Valverde, Zezé Polessa e Carolina Ferraz nos papéis principais.

## Enredo
A trama se passa em Niterói e conta a história da dermatologista Joana, moça batalhadora que foi abandonada recém-nascida pela mãe Sônia em um orfanato e teve que vencer na vida por conta própria, trabalhando na clínica de Renato, um cirurgião plástico, apaixonado por ela. Já o bem sucedido engenheiro aeronáutico Guilherme tem a carreira destruída por Norma, colega de trabalho obcecada por ele, que decide sabotar secretamente seu mais recente projeto ao ter seus sentimentos desprezados. Durante o voo inaugural, o helicóptero de longo alcance 'Carcará' cai na Amazônia, matando o investidor do projeto Olavo, o médico Alex, a jornalista Márcia, o químico Mateus, além de Sônia, vizinha e amiga de Guilherme. Os destinos de Joana e Guilherme se cruzam quando ela descobre a verdadeira identidade da mãe e, em busca de conhecê-la, acaba batendo na porta de Guilherme, que transtornado e acreditando que foi seu erro, adotou os outros filhos dela – Klaus e Dominique – e investiu em sua clínica, Beleza Pura.
Apaixonados, eles começam a viver uma bela relação, mas são separados pelas artimanhas de Norma, fazendo com que os dois tornem-se rivais nos negócios, em uma cômica relação de amor e ódio. Joana torna-se sócia da ex-chacrete e cabeleireira Ivete na clínica estética Amor da Pele, principal rival da Beleza Pura. Ivete é mãe de Anderson e da bela Rakelli, moça ingênua e sem juízo que sonha em trabalhar na televisão e vive dando vexame por seu jeito atrapalhado. Ela namora o pedreiro Robson, que herda milhões do primo distante Olavo e fica rico da noite para o dia. Isso atrai o interesse de José Henrique, um advogado desonesto contratado para gerir a fortuna, que convence a namorada Sheila a seduzir o rapaz para aplicar um golpe.
O rebelde Klaus, que vive entre os romances com as ex-amigas Fernanda e Luísa, tem que enfrentar a concorrência de Felipe. A desempregada Helena, viúva de Mateus, decide vestir-se como o falecido e usar seus documentos para conseguir um bom emprego e assim custear o tratamento do filho doente, indo trabalhar na clínica de Renato. Os dois acabam se sentido atraídos, causando nele uma grande confusão de sentimentos, ainda mais quando Mateus reaparece, surpreendendo a todos. Aos poucos, Olavo, Alex e Márcia também retornam e junto com Guilherme, começam a desvendar os enigmas da sabotagem, chegando até as falcatruas de Norma. A última a retornar é Sônia, criando um grande embate entre ela e Joana, a filha abandonada que não consegue perdoar a mãe, tendo que provar o seu amor.

## Elenco
| Intérprete          | Personagem                      |
| ------------------- | ------------------------------- |
| Regiane Alves       | Joana da Silva Amarante         |
| Edson Celulari      | Guilherme Medeiros              |
| Carolina Ferraz     | Norma Gusmão                    |
| Christiane Torloni  | Sônia Amarante / Estela Fonseca |
| Isis Valverde       | Rakelly dos Santos Saldanha     |
| Marcelo Faria       | Robson Silveira Pederneiras     |
| Carol Castro        | Sheila Cabral Rocha             |
| Bruno Mazzeo        | José Henrique Pinto             |
| Humberto Martins    | Dr. Renato Reis                 |
| Zezé Polessa        | Ivete dos Santos                |
| Kadu Moliterno      | Gaspar Monteiro Saldanha        |
| Leopoldo Pacheco    | Raul Freire                     |
| Maria Clara Gueiros | Suzana Cabral Rocha (Suzy)      |
| Reginaldo Faria     | Olavo Pederneiras               |
| Antonio Calloni     | Eduardo Passos                  |
| Helena Fernandes    | Márcia Passos                   |
| Guilherme Fontes    | Alexandre Borges (Alex)         |
| Soraya Ravenle      | Débora Borges                   |
| Mônica Martelli     | Helena Astragão / Mateus        |
| Rodrigo Veronese    | Mateus Astragão / Tânia         |
| Rodrigo López       | Elizabeto Martins (Betão)       |
| Rafael Cardoso      | Klaus Amarante                  |
| Gustavo Leão        | Felipe Cascudo (Lipe)           |
| Bianca Comparato    | Luísa Passos                    |
| Monique Alfradique  | Fernanda Borges                 |
| Paulo Vilela        | Anderson dos Santos             |
| Ernani Moraes       | Milton Novaes                   |
| Bia Montez          | Assumpção de Jesus (Sussú)      |
| Letícia Isnard      | Valmiréia de Jesus (Meu Bem)    |
| Pedro Brício        | Erik Jensen                     |
| André Abujamra      | Tiago                           |
| Elaine Mickely      | Miriam                          |
| Elias Andreato      | Adamastor                       |
| Cláudio Galvan      | Jurandir                        |
| Marcella Valente    | Beatriz Cordeiro (Bia)          |
| Davi Lucas          | Hugo Astragão                   |
| Polliana Aleixo     | Dominique Amarante              |

### Participações especiais
| Intérprete        | Personagem                     |
| ----------------- | ------------------------------ |
| Werner Schünemann | Tomás Inácio da Silva Amarante |
| Vanessa Lóes      | Eleonora Amarante              |
| Adriana Birolli   | Viviane                        |
| Jairo Mattos      | Ivar Jensen                    |
| Márcia Cabrita    | Gina                           |
| Aline Borges      | Luana                          |
| Aninha Lima       | Regina                         |
| Michel Bercovitch | Celso                          |
| Brendha Haddad    | Ipanema                        |
| Cibele Larrama    | Carolina (Carol)               |
| Maria Gladys      | Romena                         |
| Babu Santana      | Carniça                        |
| Clarissa Freire   | Tamires                        |
| Gianne Albertoni  | Musa do Carcará                |
| Henrique César    | Amaury                         |
| Ellen Roche       | Gleice                         |
| Jaime Leibovitch  | Castro                         |
| Luciano Huck      | Ele mesmo                      |
| Rita Cadillac     | Ela mesma                      |

## Produção

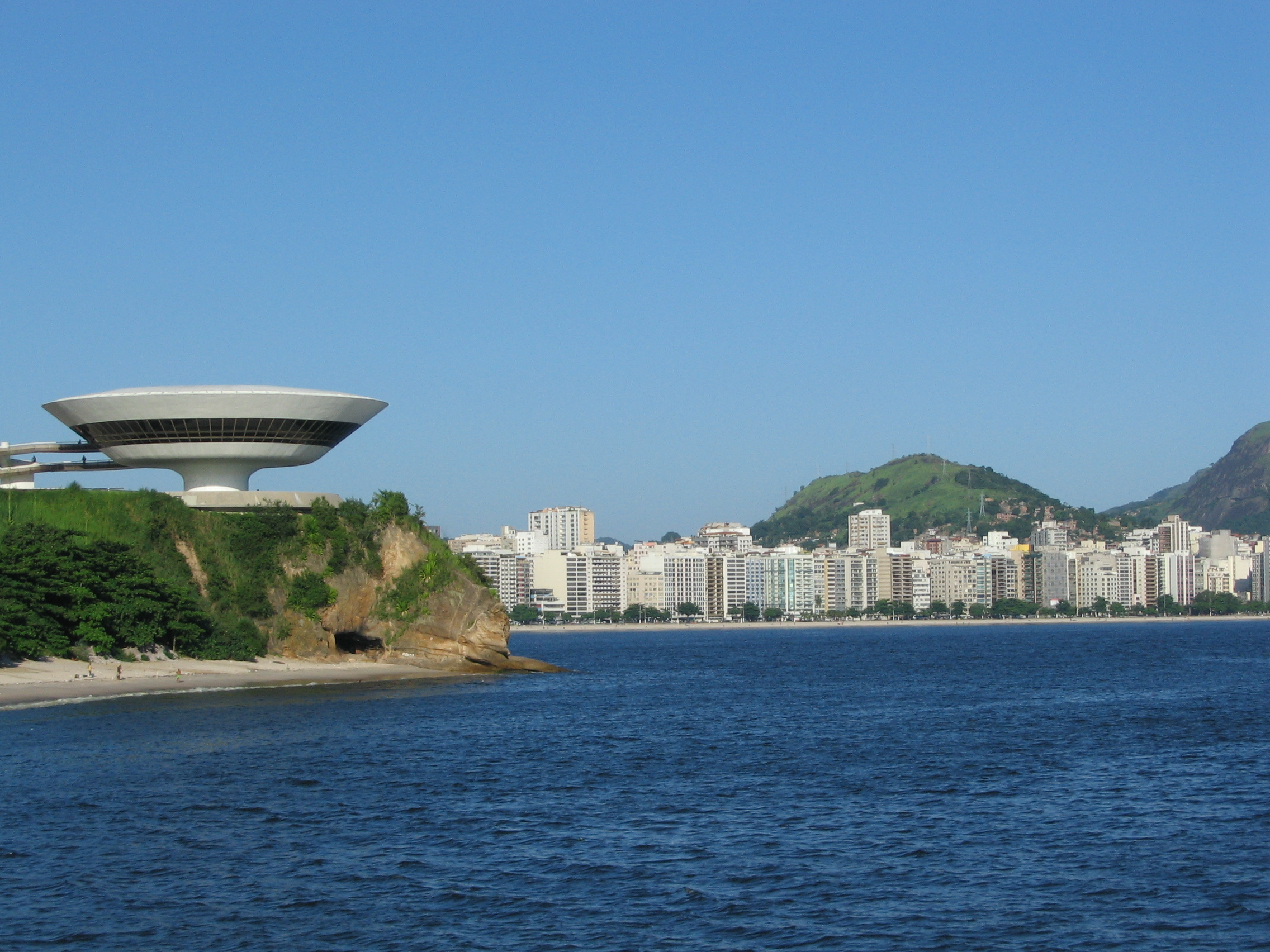
Niterói, cidade onde a trama se passava.

A telenovela marcou a estreia de Andréa Maltarolli como autora principal, depois de ter escrito algumas temporadas de Malhação. A obra tinha o título provisório de Operação Vaca Louca, mas foi alterado para Beleza Pura para centrar melhor uma trama sobre questões de beleza retratadas na obra. O primeiro teaser foi lançado com a seguinte chamada: "A busca pela beleza é eterna, vem aí a nova novela das sete: Beleza Pura". A ANAC advertiu a TV Globo por ter feito acrobacias aéreas durante a gravação da novela. De acordo com a assessoria da Agência, a ANAC só teria recebido pedido de autorização apenas para decolagem e pouso, e não para acrobacias. A atriz Carol Castro fez aulas de dança do ventre para sua personagem, que fazia essa dança em alguns momentos da novela. Para compor sua personagem, a atriz Monique Alfradique se transformou numa verdadeira adolescente. Ela visitou escolas e buscou inspirações em adolescentes típicos. A atriz clareou os cabelos e aderiu ao uso de franja.

### Escolha do elenco
Giovanna Antonelli foi a primeira convidada para interpretar a protagonista Joana, mas a atriz preferiu aceitar o convite para a antecessora, Sete Pecados e recusou esse papel. Cláudia Abreu foi a segunda convidada para interpretar a protagonista porém a atriz estava de licença-maternidade e recusou o convite. Regiane Alves foi escalada para o papel após uma série de personagens bem repercutidas em telenovelas de Manoel Carlos, sendo sua primeira protagonista na TV Globo e a segunda em sua carreira, após Fascinação, do SBT em 1998. Marcos Palmeira foi convidado para interpretar o cirurgião Renato, mas preferiu o papel de protagonista em Três Irmãs, sendo que Humberto Martins foi escalado na sequência. Maria Zilda Bethlem deixou o elenco de Sete Pecados para dar vida a cabeleireira e ex-chacrete Ivete, no entanto, após as primeiras cenas gravadas, a direção notou que a atriz não se enquadrava no perfil de uma personagem suburbana e popularesca, substituindo-a por Zezé Polessa.
Dira Paes foi confirmada para Helena, mas teve que desistir do papel ao descobrir que estava grávida, passando-o para Mônica Martelli, que integrava sua primeira telenovela no elenco fixo. Mônica originalmente interpretaria a perua Suzy, mas com a mudança de papel, a personagem ficou para Maria Clara Gueiros. Christiane Torloni faria apenas uma participação especial nos primeiros capítulos, mas sua personagem, a esteticista Sônia, retornou definitivamente em 27 de maio como plano da autora para movimentar a segunda metade da trama. O papel originalmente seria de Vera Fischer, mas Christiane ficou com a personagem a pedido da autora. Werner Schünemann entrou na reta final como o antagonista Tomás, ex-marido de Sônia e pai de Joana, entrando na trama em 1 de agosto.
Luciano Huck fez uma participação especial em 14 de abril, uma vez que o sonho da personagem Rakeli era ser dançarina do programa Caldeirão do Huck.

## Exibição

### Classificação indicativa
A emissora requereu "classificação livre" para a novela, mas a decisão do Ministério da Justiça publicada no dia 22 de abril de 2008 foi classificá-la como "não recomendada para menores de dez anos [...] por conter consumo de álcool, linguagem depreciativa, agressão física e atos criminosos". Desta forma, a decisão definitiva foi manter a classificação da novela como "não recomendada para menores de 10 (dez) anos". Esta foi a primeira novela do horário com a reclassificação para "menores de 10 anos" da emissora.
Em 28 de abril e 14 de maio a emissora apresentou petição para reconsiderar a decisão, alegando "tratar-se de uma trama light", que aborda valores ligados à beleza e estética de forma bem humorada". O pedido foi indeferido e Globo apresentou recurso em 26 de maio, alegando que "não se verificou em nenhum momento durante a novela a exibição de qualquer cena que tenha extrapolado os limites exigidos por este Ministério para a classificação 'livre' de uma obra". O recurso foi novamente indeferido, com a legação que "a novela apresentava conteúdos com linguagem depreciativa, linguagem obscena, comportamentos repreensíveis (ameaça e chantagem), insinuação de consumo de bebidas alcoólicas, atos criminosos, agressão física e verbal".

### Exibição internacional
- La Tele
- La Red
- SNT
- Teledoce
- Tele Antillas
- Canal 9
- Televicentro
- Teletica
- STV
- TCV
- Romantica
- Globo Portugal, SIC

### Outras mídias
Nunca reprisada, foi disponibilizada na íntegra pelo Globoplay em 15 de janeiro de 2024, como parte do Projeto Resgate.

## Audiência
O primeiro capítulo de Beleza Pura, estreou com 32 pontos na Grande São Paulo segundo dados preliminares. Durante sua exibição, a telenovela manteve a média em 28 pontos, tendo picos novamente de 32 pontos em alguns capítulos. No capítulo de 27 de maio a trama chegou a atingir picos de 35 pontos.  O último capitulo marcou 33 pontos com picos de 35. Sua média geral foi de 28 pontos. A média de audiência ficou em 28 pontos, dentro do esperado pela emissora, que havia sofrido uma queda de cerca de 10 pontos nas médias de audiência da passagem de Cobras & Lagartos para Pé na Jaca, sendo ainda quatro pontos acima da sucessora, Três Irmãs, que fecharia com apenas 24 pontos. Em Porto Alegre teve média de 37,9 pontos.

## Repercussão
A frase "Eu sou Rica!", dita por Norma, personagem de Carolina Ferraz, em uma das cenas da novela se tornou antológica e faz sucesso até hoje no portal Youtube. A sequência foi mostrada no capítulo 130, exibido originalmente em 17 de julho de 2008.

## Música

### Trilha sonora nacional
Capa: Edson Celulari
1. Dois Lados - Frejat (tema de Norma)
2. Beleza Pura - Skank (tema de abertura)
3. Independente (Ladies Night) - Wanessa Camargo (tema de locução)
4. Vem Pra Ficar - Mônica Besser (tema de Klaus)
5. Madrugada - João Estrella (tema de locução)
6. Veja Bem, Meu Bem - Ney Matogrosso (tema de Helena)
7. Me Deixa Em Paz - Teresa Cristina e Seu Jorge (tema de Ivete e Gaspar)
8. Tu Sais Je Vais T'Aimer (Eu Sei Que Vou Te Amar) - Márcio Faraco & Nana Caymmi (tema de Joana e Guilherme)
9. Coisas do Coração - José Augusto (tema de Débora e Eduardo)
10. Acontece - Jane Duboc (tema de geral)
11. Coração Vagabundo - Ana Cañas (tema de Renato)
12. Malemolência - Céu (tema de Felipe)
13. Pé de Nabo - Sandra Peres (tema de Joana)
14. Argumento - Paulinho da Viola (tema de locução
15. Esnoba - Moinho (tema de Rakelly)

Canção não incluída
Late Que Eu Tô Passando - Gaiola das Popozudas (tema de Rakelly)

### Trilha sonora internacional
Capa: logotipo da novela
1. Apologize - Timbaland & OneRepublic (tema de Joana e Guilherme)
2. I'll Be Waiting - Lenny Kravitz (tema de Renato)
3. Tattoo - Jordin Sparks (tema de locução)
4. With You - Chris Brown (tema de Fernanda e Klaus)
5. Love Song - Sara Bareilles (tema de Luiza e Felipe)
6. Mercy - Duffy (tema de Suzy e Raul)
7. Set Me Free (Unplugged) - House Boulevard feat. Samara (tema de locução)
8. So Small - Carrie Underwood (tema geral)
9. Show Me - John Legend (tema de locução)
10. One Of Those Nights - Heath Brandon (tema de Sônia)
11. Those Dancing Days Are Gone - Carla Bruni (tema de Ivete e Gaspar)
12. What I Miss About You - Katie Melua (tema de Débora e Eduardo)
13. Never Meant To Hurt You - Wire Daisies (tema romântico geral)
14. Disco Lies - Moby (tema de Norma)
15. Set Me Free (Radio Edit) - House Boulevard (tema geral)
16. Never Can Say Goodbye - Gloria Gaynor (tema de Rakelly)

### Trilha sonora instrumental
1. Carcará Flight / Normalize (tema de carcará/Norma)
2. People (tema de Joana)
3. Samba Funk (tema de Rakelly)
4. Seduction (tema de Norma)
5. Erik (tema de Erik)
6. She Is Alive (tema das perseguições dos diamantes)
7. Neon Queen (tema de Norma)
8. Os Tralhas (tema de Sheila e José Henrique)
9. Panoramic (tema de Norma)
10. Invocation (tema geral)
11. Metidão (Power) (tema das vítimas do carcará atrás dos diamantes)
12. Recrudescense (tema de ação)
13. Sad & Mournfull (tema de Helena e Renato)
14. Sad Helicopter (tem das investigações de guilherme)

## Prêmios e indicações
| Prêmio                    | Categoria                        | Indicação                     | Resultado |
| ------------------------- | -------------------------------- | ----------------------------- | --------- |
| Prêmio Extra de Televisão | Melhor Atriz Coadjuvante         | Ísis Valverde                 | Venceu    |
| Troféu Super Cap De Ouro  | Melhor Atriz                     | Christiane Torloni            | Venceu    |
| Meus Prêmios Nick 2008    | Atriz Favorita                   | Isis Valverde                 | Venceu    |
| Isto é Gente              | Personalidade do Ano (Revelação) | Isis Valverde                 | Venceu    |
| Prêmio Minha Novela       | Atriz Coadjuvante                | Isis Valverde                 | Venceu    |
| Prêmio Minha Novela       | Casal do Ano                     | Isis Valverde e Marcelo Faria | Venceu    |